# 良知力
良知 力（らち ちから、男性、1930年1月12日 - 1985年10月20日）は、日本の哲学者。社会思想史家。元一橋大学社会学部長・教授。

## 人物
1848年に相次いで起きたヨーロッパの市民革命やヘーゲル左派・カール・マルクスの研究に関して多くの業績を残した。特に初期マルクス研究は、廣松渉とともに国内においては代表的な存在であり、また日本に社会史研究を定着させるにあたっても、一橋大学社会学部で同僚であった阿部謹也らと共に主導的役割を果たした。
大学院での指導学生に野村真理（金沢大教授、日本学士院賞）、川越修（同志社大教授）、植村邦彦（関西大教授）、渡辺憲正（関東学院大教授）、杉浦秀一（北海道大学教授）、上野卓郎（一橋大学教授）、前田庸介（首都大学東京名誉教授）など。

## 略歴
東京市世田谷区田園調布生まれ。1946年、東京都立第一商業学校（現東京都立第一商業高等学校）を卒業し、東京商科大学（現一橋大学）専門部に入学。大塚金之助のもとで社会思想史を学ぶ。津田内匠（一橋大学名誉教授、元経済学史学会代表幹事）は大塚ゼミの1期後輩。1952年東京商科大学学部卒業、1955年東京商科大学特別研究生修了。
1956年法政大学経済学部助手に採用される。その後、1959年講師、1962年助教授、1968年教授に昇進。その間1962年にオーストリア政府給費生としてウィーン大学に留学、1963年にベルリンの研究機関ドイツ・アカデミー歴史研究所に留学した。
1969年一橋大学非常勤講師。1970年法政大学を退職し一橋大学社会学部助教授に就任、1971年教授昇進。1979年から1981年まで一橋大学社会学部長。1982年から1983年まで及び1985年読売新聞書評委員。一橋大学在職中の1985年、大腸癌のため国立がんセンターで永眠。

## 著作
- 『ドイツ社会思想史研究』未來社 1966年
- 『初期マルクス試論　現代マルクス主義の検討とあわせて』未來社 1971年
- 『マルクスと批判者群像』平凡社選書 1971年／平凡社ライブラリー 2009年
- 『向う岸からの世界史　一つの四八年革命史論』未來社 1978年／ちくま学芸文庫 1993年
- 『青きドナウの乱痴気　ウィーン1848年』社会史シリーズ：平凡社 1985年／平凡社ライブラリー 1993年
- 『1848年の社会史　ウィーンをめぐって』影書房 1986年
- 『魂の現象学　一社会思想家として』平凡社 1986年。遺稿集
- 『女が銃をとるまで　若きマルクスとその時代』日本エディタースクール出版部 1986年
- 『ヘーゲル左派と初期マルクス』岩波書店 1987年、新版2001年

編著ほか
- 『資料ドイツ初期社会主義　義人同盟とヘーゲル左派』平凡社 1974年
- 『1848年革命　共同研究』大月書店 1979年
- 廣松渉と共編『ヘーゲル左派論叢』第1・3・4巻　御茶の水書房 1986-87年

## 翻訳
- ユルゲン・クチンスキー（宇佐美誠次郎、池田優三との共訳）『戦後西ドイツの政治と経済』　未來社　1959年
- ヘルバート・マルクーゼ（池田優三との共訳）『初期マルクス研究　『経済学=哲学手稿』における疎外論』　未來社　1961年
- ユルゲン・クチンスキー『労働の歴史　棍棒からオートメーションへ』　法政大学出版局　1963年
- 『マルクス・エンゲルス全集』（共訳）　大月書店
- ルドルフ・ヘルボルン（宇佐美誠次郎、金鳳起との共訳）『西ドイツの独占資本　西欧市場への進出』　法政大学出版局　1968年
- ユルゲン・クチンスキー『労働者階級の成立』　平凡社　1970年
- ジェルジ・ルカッチ（池田貞夫、小箕俊介との共訳）『美と弁証法　美学カテゴリーとしての特殊性について』　法政大学出版局　1970年
- ルカーチ（森宏啓二との共訳）『モーゼス・ヘスと観念弁証法の諸問題』未來社　1972年
- （編訳）『資料ドイツ初期社会主義　義人同盟とヘーゲル左派』　平凡社　1974年
- ジェルジ・マールクシュ（高橋洋児、今村仁司との共訳）『マルクス主義と人間学』　河出書房新社　1976年
- アグネス・ヘラー（小箕俊介との共訳）『個人と共同体』　法政大学出版局　1976年
- アグネス・ヘラー（小箕俊介との共訳）『マルクス主義的価値論のための仮説』　法政大学出版局　1980年
- アグネス・ヘラー（小箕俊介との共訳）『マルクスの欲求理論』　法政大学出版局　1982年
- 「ハンガリーの破局　コシュートの政治的遺書」、『社会史研究』第7号　1986年